# Anton de Kontski

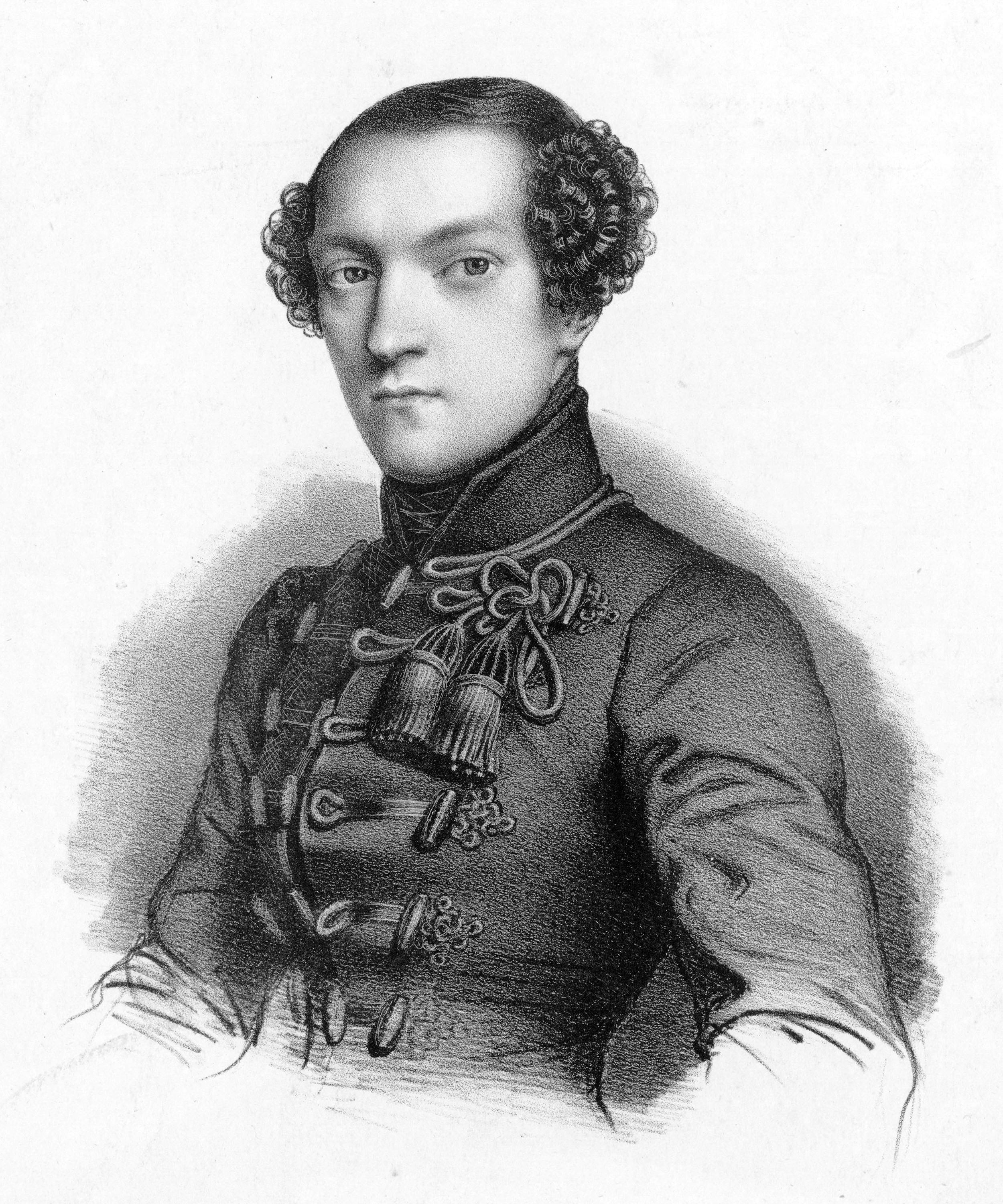
Anton de Kontski.

Anton de Kontski, también conocido como Antoni Kątski (Cracovia, 25 de septiembre de 1816 - Ivanchitschi, 7 de diciembre de 1899) fue un pianista y compositor polaco del Romanticismo.
Fue discípulo de John Field y luego estudió en el Conservatorio de Viena. Dio numerosos conciertos por toda Alemania, Rusia, Francia, España, Portugal y Estados Unidos y ya contaba ochenta y dos años cuando emprendió una larga gira durante la cual debería visitar Rusia, Europa, Australia, Japón y Siberia, pero murió en el camino. Era el primer pianista quien dio conciertos en las Filipinas.
Compuso varias óperas y operetas y abundante música para piano.

## Discografía
- 2017 : Piano Works vol. 1 (Slawomir Dobrzanski, piano) – Acte Préalable AP0388
- 2018: Piano Works vol. 2 (Sławomir Dobrzański, Agustín Muriago - piano) – Acte Préalable AP0424